# Животът според Вацлав Хавел
„Животът според Вацлав Хавел“ (на чешки: Život podle Václava Havla) е чешки документален филм на режисьорката Андреа Седлачкова от 2014 г.
Автобиографичният филм за чешкия писател, политик и президент на Чехословакия и Чехия Вацлав Хавел проследява живота му от детството през младостта, любовта, политиката и Нежната революция до управлението му на страната.